# Marcus Hutter
Marcus Hutter (né le 14 avril 1967 à Munich) est professeur et chercheur en intelligence artificielle. Il étudie les fondements mathématiques de l'intelligence artificielle générale en tant que chercheur à Google DeepMind,.

## Carrière
Marcus Hutter étudie la physique et l'informatique à l'Université technique de Munich. En 2000, il rejoint le groupe de Jürgen Schmidhuber à l'Institut Dalle Molle d'études sur l'intelligence artificielle à Manno, en Suisse,. Il développe un formalisme mathématique de l'intelligence artificielle générale, nommé AIXI. Il a aussi travaillé en tant que professeur à l'Université nationale australienne.

## Recherche
À partir de 2000, Marcus Hutter développe et publie une théorie mathématique de l'intelligence artificielle générale, AIXI, basée sur des agents intelligents idéalisés et sur l'apprentissage par renforcement,,. En 2005, Hutter a publié avec son doctorant Shane Legg un test d'intelligence pour les systèmes d'IA.
En 2019, Hutter rejoint DeepMind, recruté par Shane Legg. En 2022, il co-écrit un article affirmant que « le déploiement d'un agent d'apprentissage par renforcement suffisamment avancé serait probablement incompatible avec la survie de l'humanité à long terme »,.

## Prix Hutter
En 2006, Hutter annonce le prix Hutter pour la compression sans perte des connaissances humaines, représentant un montant total de 50 000 €,. En 2020, Hutter a augmenté le montant du prix Hutter à 500 000 €.